# Pristomyrmex orbiceps
Pristomyrmex orbiceps é uma espécie de formiga do gênero Pristomyrmex, pertencente à subfamília Myrmicinae.